# پرواز شماره ۳۰۲ هواپیمایی اتیوپی
پرواز شماره ۳۰۲ هواپیمایی اتیوپی پروازی بین‌المللی از فرودگاه بین‌المللی بوول واقع در اتیوپی به فرودگاه بین‌المللی جومو کنیاتا واقع در نایروبی، کنیا بود. در ۱۰ مارس ۲۰۱۹ (‎۱۹ اسفند ۱۳۹۷)، یک بوئینگ ۷۳۷ مکس در حال پرواز با این شماره، سقوط کرد. این پرواز حامل ۱۴۹ نفر مسافر و ۸ نفر خدمه بود. تمام ۱۵۷ سرنشین آن جان باختند.
| ملیت          | تعداد کشته ها |
| ------------- | ------------- |
| کنیا          | 32            |
| کانادا        | 18            |
| اتیوپی        | 9             |
| چین           | 8             |
| ایتالیا       | 8             |
| امریکا        | 8             |
| فرانسه        | 7             |
| انگلیس        | 7             |
| مصر           | 6             |
| آلمان         | 5             |
| هند           | 4             |
| اسلواکی       | 4             |
| استرالیا      | 3             |
| روسیه         | 3             |
| سوئد          | 3             |
| اسرائیل       | 2             |
| مراکش         | 2             |
| هلند          | 2             |
| اسپانیا       | 2             |
| بلژیک         | 1             |
| جیبوتی        | 1             |
| اندونزی       | 1             |
| ایران         | 1             |
| موزامبیک      | 1             |
| نپال          | 1             |
| نیجریه        | 1             |
| نروژ          | 1             |
| رواندا        | 1             |
| عربستان سعودی | 1             |
| صربستان       | 1             |
| سومالی        | 1             |
| سودان         | 1             |
| توگو          | 1             |
| اوگاندا       | 1             |
| افغانستان     | 1             |
| جمع کل        | 149           |

## حادثه
سقوط هواپیما در نزدیکی شهر بیشوفتو اتیوپی واقع در ۶۳ کیلومتری فرودگاه بوول و تنها ۶ دقیقه بعد از بلند شدن هواپیما از فرودگاه مبدأ اتفاق افتاد.

## هواپیما
هواپیمای دخیل در حادثه از نوع بوئینگ ۷۳۷ مکس و با ۴ ماه عمر عملیاتی بود که دومین هواپیما از این نوع پس از سقوط پرواز ۶۱۰ لاین‌ایر در اکتبر ۲۰۱۸ به‌شمار می‌آید. بوئینگ ۷۳۷ مکس در سال ۲۰۱۷ معرفی شده‌بود.

## پس لرزه‌های این حادثه
پس از دو حادثهٔ اندونزی و اتیوپی، تعدادی از شرکت‌ها و کشورهای استفاده‌کننده از این هواپیما پرواز آن را ممنوع کردند. این شرکت‌ها تا روز ۱۲ مارس ۲۰۱۹ شامل تمامی شرکت‌های چین و اندونزی، ارولینیاس آرژانتیناس، آئرومکزیکو، کایمن ایرویز، هواپیمایی اتیوپی، گول ایر ترنسپورت، میات مونگولین ایرلاینز، هواپیمایی پادشاهی مراکش، و کام‌ایر (آفریقای جنوبی). بوده‌اند.
همچنین ترامپ، رئیس جمهور ایالات متحده آمریکا، بعد حادثهٔ هواپیمای اتیوپی و در پی اعتراضات گسترده و تحت فشار کنگره آمریکا، دستور تعلیق کلیه پروازهای این مدل از بوئینگ تا زمان روشن‌شدن دلیل حوادث را در آمریکا صادر کرد.
در پی این حوادث، سازمان هواپیمایی کشوری ایران نیز عبور تمام هواپیماهای این مدل را از آسمان ایران ممنوع اعلام کرد.

## مسافران سرشناس کشته شده

### مصری
- اشرف الترکی، رئیس بخش تحقیقات حشره شناسی مرکز پژوهش های پیشگیرانه نباتات زراعی
- دعاء عاطف عبدالسلام، پژوهشگر مرکز تحقیقات بیابان
- عبدالحمید فراج مجلی نوفل، از مرکز تولیدات حیوانی[۲۱]

### مراکشی
- حسن السیوطی، استاد دانشگاه و پژوهشگر در علوم فیزیک هسته ای در دانشکده «عین الشق» در دانشگاه «حسن ثانی» در شهر «دار البیضاء»

- شهب احمد، مدیر بخش توسعه وزارت محیط زیست و توسعه پایدار مراکش[۲۲]